# Internationale Gartenausstellung Metropole Ruhr 2027
Die Internationale Gartenausstellung Metropole Ruhr 2027 (IGA 2027) wird 2027 im Ruhrgebiet, der Metropolregion Rhein-Ruhr, stattfinden. Dies ist damit die erste interkommunale Internationale Gartenbauausstellung nach heutiger Form in Nordrhein-Westfalen. Getragen werden soll die „IGA Metropole Ruhr 2027“ vom Regionalverband Ruhr (RVR), den 53 Kommunen und vier Kreisen des Ruhrgebiets, der Emschergenossenschaft sowie dem Land Nordrhein-Westfalen.

## Beginn
Erste Planungen zur IGA 2027 begannen am 11. Oktober 2013, als man einstimmig die Erarbeitung einer Machbarkeitsstudie in Auftrag gab. Der RVR initiierte zusammen mit der Emschergenossenschaft am 11. März 2016 die Bewerbung, tatsächlich beworben hat man sich dann im September 2016. Ende 2016 erhielt die Metropole Ruhr den Zuschlag der Deutschen Bundesgartenschau-Gesellschaft (DBG). Die Landesregierung Nordrhein-Westfalen beschloss am 10. Juli 2018, die Veranstaltung politisch zu unterstützen, allerdings nicht finanziell. Am 14. Dezember 2018 stimmte die Verbandsversammlung des RVR einstimmig den Veranstaltungsplänen zu und ein Durchführungsvertrag wurde zwischen dem RVR und der Deutschen Bundesgartenschau-Gesellschaft geschlossen. Im März 2019 wurde eine Gesellschaft gegründet, die die Gartenausstellung durchführen wird.
Die Resonanz während der Initiierung der Bewerbung war sowohl auf politischer Ebene, als auch auf Bürgerebene sehr positiv.

## Gründe der Bewerbung
Eine Studie der IHK Dortmund aus dem Jahre 2015 stellte fest, dass Menschen außerhalb des Ruhrgebiets den vollzogenen regionalen Strukturwandel kaum wahrgenommen hätten und der ganzen Region eher negativ gegenüberständen. Ein ähnliches Bild zeige sich im Ausland. Dies stehe im Widerspruch zum tatsächlich wahrgenommenen Gefühl der Menschen im Ruhrgebiet, die dort größtenteils gerne lebten. Man erhofft sich eine Verbesserung des Images der Region, und Projekte, die den Strukturwandel nachhaltig unterstützen und stützen.

## Thema
Das Thema der IGA 2027 lautet: „Wie wollen wir morgen leben?“
Die IGA 2027 hat zum Ziel, die Zukunftsthemen greif-, erleb- und präsentierbar darzustellen.

## Konzept
Das IGA-Konzept wurde von der Bürogemeinschaft „Sinai“ (in Berlin), „scheuvens + wachten“ (in Dortmund) und „Imorde“ (in Münster und Berlin) entwickelt. Es sieht ein dezentrales Großereignis vor, welches aus 4 Komponenten besteht:

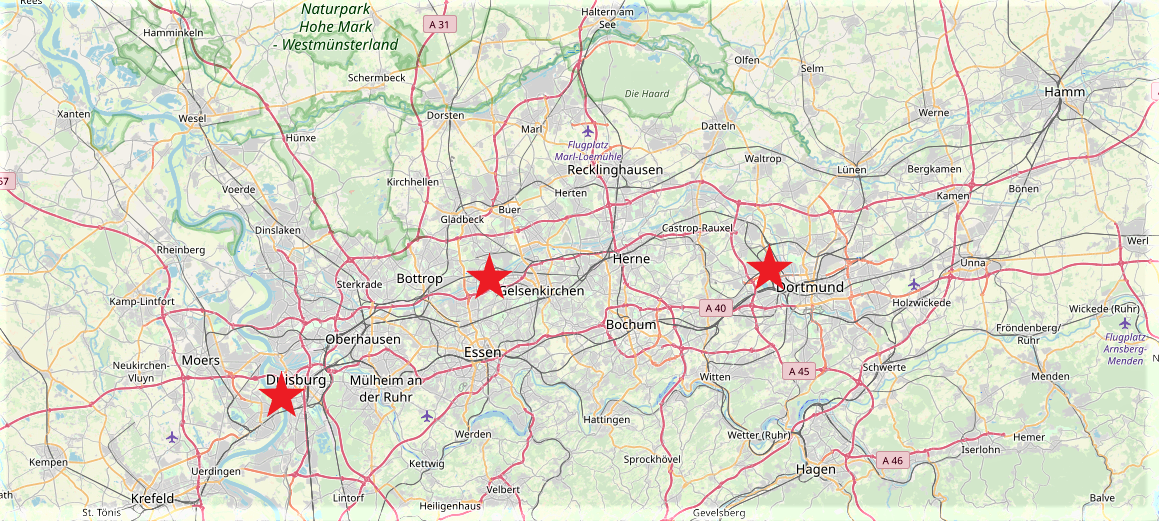
Hotspot-Zukunftsgärten IGA 2027 (CC Openstreetmap)

### Hotspot-Zukunftsgarten mit Gartenausstellung
Bei diesen 3 geplanten Gärten handelt es sich um die Haupteventstandorte der IGA 2027. Der Zutritt zu diesen Gärten wird daher kostenpflichtig sein. Es handelt sich hierbei um ein Gelände in Dortmund (das Emscher-Gebiet im Stadtteil Huckarde, Deusen, Dorstfeld und Unionviertel), den Rheinpark in Duisburg und den Nordsternpark in Gelsenkirchen.
Alle Gärten sollen umweltbezogene Kernthemen zu Gärten, Umwelt, Klima und Energie begreifbar machen. Sie beinhalten eine Leistungsschau des Gartenbaus.

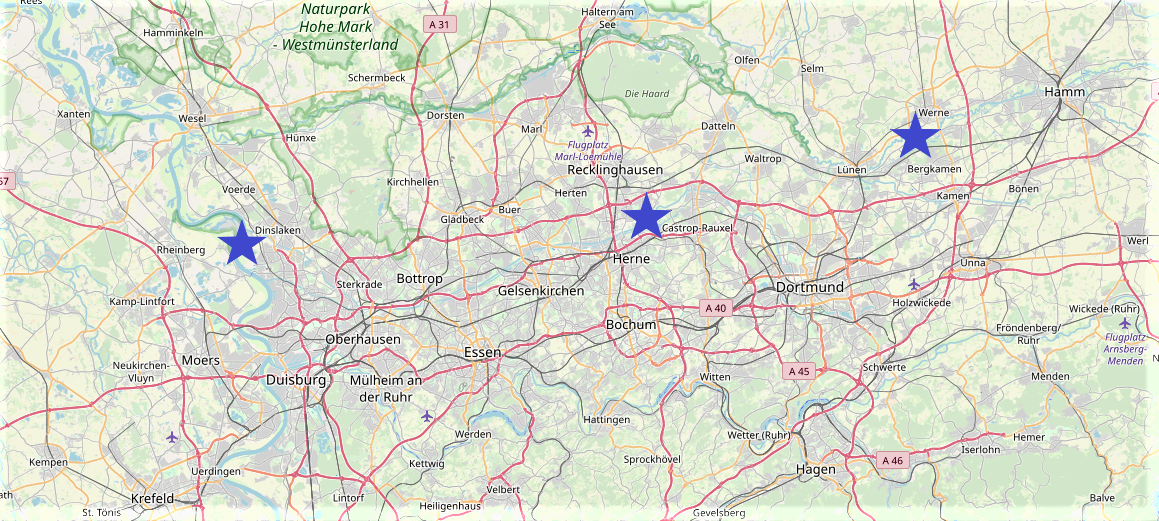
Zukunftsgärten IGA 2027 (CC Openstreetmap)

### Zukunftsgarten mit Sonderausstellung
3 weitere kleinere Zukunftsgärten werden im Kreis Recklinghausen, im Kreis Unna und an der Emschermündung im Kreis Wesel zu finden sein. Der Eintritt zu diesen Gärten wird kostenlos sein.
Diese Gärten sollen ebenfalls umweltbezogene Kernthemen zu Gärten, Umwelt, Klima und Energie begreifbar machen, verfügen aber über keine Leistungsschau.

### Unsere Gärten
Grundidee dieses Teilkonzepts ist die Aufwertung vorhandener Parks, die mit Themenrouten verbunden werden sollen. Die Konzepte reichen von einer Infrastrukturverbesserung bis zu einer kompletten Neugestaltung des Parks. Städte und Kreise konnten hierfür Projekte einreichen, die Zahl war nicht begrenzt. Nicht jedes der eingereichten Projekte wird auch tatsächlich umgesetzt.

### Mein Garten
Bei diesem Teilkonzept geht es um private Urban-Gardening-Projekte in der Nachbarschaft. Jeder soll die IGA mitgestalten und dabei kleinere öffentliche oder private (aber öffentlich wahrnehmbare oder gar besuchbare) Grünflächen aufwerten oder eigene Projekte initiieren. Es zielt also sowohl auf Privatpersonen, als auch auf ganze Quartiere oder Stadtteile ab.

## Zukunftsgärten mit Leistungsschau

### Dortmund: Emscher nordwärts
Thema: Technologisch
Frage: „Wie erleben und gestalten wir die Welt?“
Motto: „Wie wollen wir morgen leben? Ökologisch, vernetzt, inklusiv, lokal, radikal öffentlich.“

#### Gelände
Der Park wird auf dem Emschergelände neben oder in diesen Stadtteilen im westlichen bzw. nordwestlichen Teil Dortmunds errichtet:
- Deusen
- Dorstfeld
- Hafen
- Huckarde
- Nette
- Unionviertel

Das Gelände zieht sich über ca. 4,5 Kilometer Länge und ist zwischen ca. 100 Metern an der schmalsten und ca. 1000 Metern an der breitesten Stelle breit. Der nächste Punkt liegt ca. 2 Kilometer vom Hauptbahnhof Dortmund entfernt. Zentraler Hauptbestandteil der IGA 2027 ist dabei der Zukunftsgarten „Emscher Nordwärts“ im Stadtteil Huckarde.

#### Grundidee
Das Projekt will die Bereiche Leben, Produzieren und Fortbewegen behandeln. Hierfür sollen beispielsweise neue Mobilitätsformen oder inklusives Wohnen gezeigt werden.

#### Geländeentwicklung

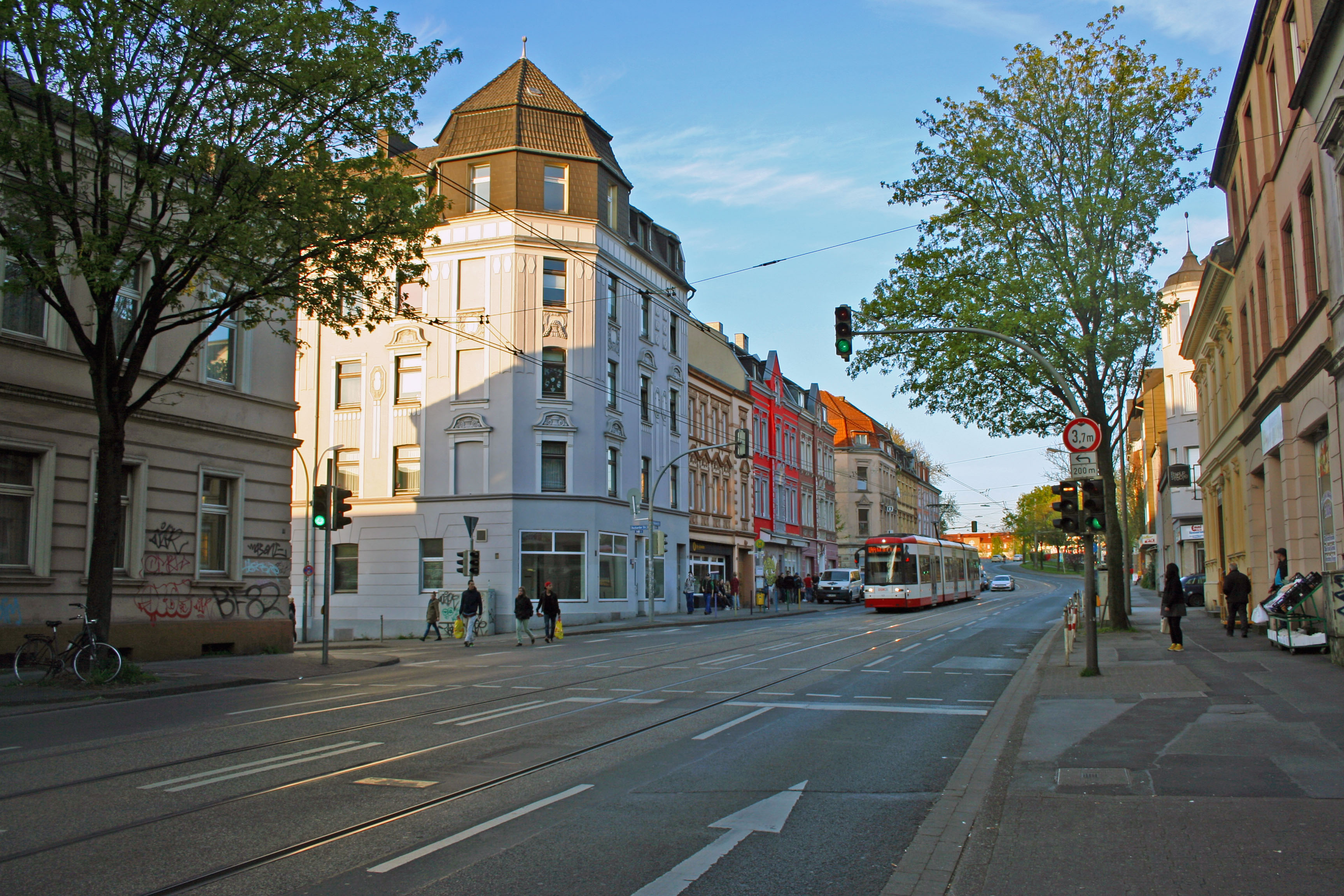
Unionviertel, Rheinische Straße

Im Süden liegt das Unionviertel, welches als Eingangstor unter dem Oberbegriff U-Tor entwickelt werden soll. Auf dem ehemaligen HSP-Areal soll dabei ein neues, urbanes und inklusives Stadtviertel durch den Eigentümer, die Thelen-Gruppe, und die Stadt Dortmund unter dem Namen Smart Rhino entwickelt werden. Hierbei sollen die derzeit im Stadtgebiet verteilten Standorte der Fachhochschule Dortmund an einem zentralen Standort zusammengefasst werden. Dafür werden insbesondere die ehemaligen Industriebauten des HSP-Areals weiterbenutzt, beispielsweise die Feldherrnhalle, das sogenannte Emscherschlösschen (Walzhalle) sowie die alte Dreherei. Im nördlichen Abschnitt soll darüber hinaus die Kranbahn eingebunden werden und der Themenschwerpunkt Produzieren zum Tragen kommen. Dazu sind diverse Achsen nach Dorstfeld oder in die Innenstadt geplant, um die Erreichbarkeit zu verbessern und auch die Benutzung attraktiver zu gestalten.
Im südlicheren Mittelteil finden sich auf Höhe der Mallinckrodtstraße Installationen zum Thema Fortbewegung und angrenzende Grünflächen. Die aktuell dort ansässige Dortmunder Mineralstoffverwertungsgesellschaft soll dafür weichen. Aktuellen Planungen zufolge entsteht auf der Höhe der Haltestelle Insterburger Straße ein gastronomisches Angebot. Weiter nördlich (Höhe Brunshollweg/Allensteiner Straße) folgen Themenschwerpunkte zum Thema Leben und angrenzende Grünanlagen.

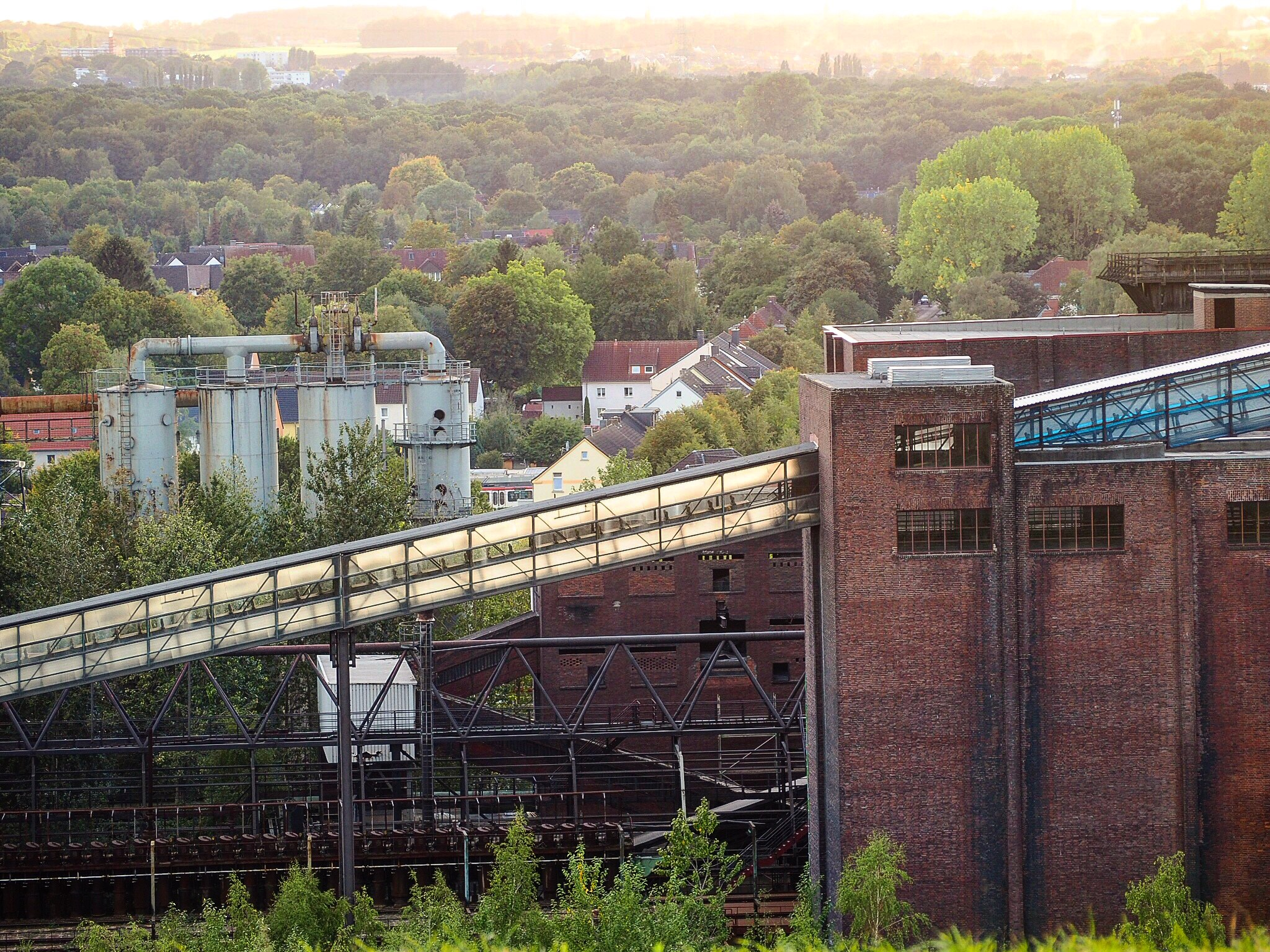
Kokerei Hansa Dortmund-Huckarde, Blick vom Deusenberg

Ziemlich genau in der Mitte, auf Höhe der Franziusstraße, soll mit der Kunstinstallation Propeller eine Attraktion innerhalb des neuen Parks entstehen. Der Propeller ist eine Verschachtelung von fünf Brücken, auf denen die Gichtgasleitung der Kokerei Hansa sowie Gleise verlaufen. Diese Brücken überqueren die Emscher und sind zurzeit schwer und offiziell nicht öffentlich zugänglich. Von hier aus soll ein Bootsanleger am Dortmunder Hafen zugänglich sein, von welchem aus man weitere Standorte der IGA erreichen können soll. Des Weiteren ist ein Brückenschlag nach Huckarde geplant.
Der nördliche Mittelteil verläuft weiter östlich um den Güterbahnhof herum. Da dieses Gebiet am Hafen liegt, soll es dort vor allem um den Themenschwerpunkt Produzieren gehen. Gegenüber dem Fuß des Deusenbergs folgt der Themenschwerpunkt Leben.

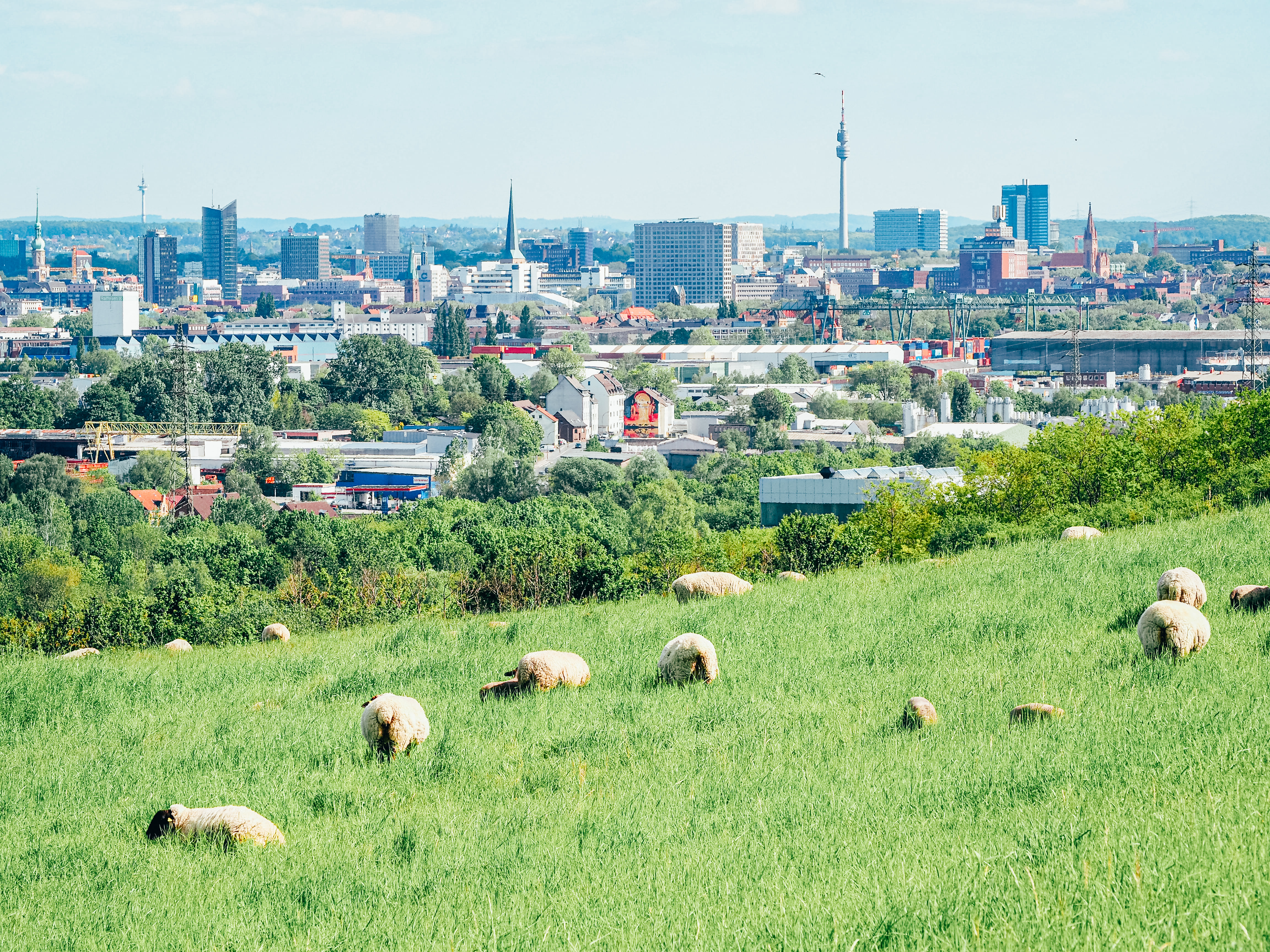
Zukunftsgarten Emscher nordwärts am Deusenberg

Im nördlichen Teil sollen vor allem die Kokerei Hansa, das Areal um die Zeche Hansa und der besonders bei Fahrradfahrern, Wanderern und Paraglidern beliebte Deusenberg einen Anziehungspunkt darstellen. Des Weiteren soll ein Haldensprung genannter Auf- bzw. Abstieg neben der Kokerei Hansa über die Gleise der Emschertal-Bahn erbaut werden. Dies soll vor allem die Erschließung des Gebiets als Naherholungsgebiet für das nördliche Huckarde ermöglichen, da der Aufstieg auf den Deusenberg zurzeit nur von der östlichen bzw. südöstlichen Seite Deusens ausgehend möglich ist. Aktuelle Planungen deuten darauf hin, dass der Betriebshof der EDG Entsorgung Dortmund an den südlichen Fuß des Deusenbergs umzieht.
Über das ganze Gelände hinweg wird ein Skywalk gebaut. Dieser soll auf dem aktuellen Weg der Gichtgasleitung der Kokerei verlaufen. Er verläuft bis zum südlichen Ende des Parks. Besonders beachtenswert ist hier Führung im Kreis um den Propeller, um dieses Gelände weiter aufzuwerten. Des Weiteren soll ein musealer Straßenbahnbetrieb vom Nahverkehrsmuseum Dortmund aus verkehren und im Süden an das Stadtbahnnetz anschließen. Es werden für diese Museumsstraßenbahn mehrere provisorische Haltestellen angelegt, es steht aber optional auch zur Debatte, ob mindestens zwei dieser Haltestellen als vollwertige Stadtbahnhaltestellen ausgeführt werden. Es würde sich um Haltestellen namens U-Tor und Huckarde/Alt-Dorstfeld bzw. Dorstfelder Allee handeln. Darüber hinaus ist der Einsatz eines modernen, niederflurigen Straßenbahnwagens vorgesehen, welcher aufgrund der nicht elektrifizierten Museumsstrecke mit solar- oder wasserstoffbasierter Energie betrieben werden soll.

#### Finanzierung
Die Kosten werden mit netto 42 Millionen € veranschlagt, brutto ist mit 50 Millionen € zu rechnen. Am teuersten sind der Skywalk (21,5 Millionen € netto) und der zusätzliche Skywalk um den „Propeller“ (10 Millionen € netto). Auf den Rest entfallen somit 10,5 Millionen € netto. Diese Kosten beinhalten allerdings nur die Baukosten und beispielsweise nicht den Grunderwerb oder Planungskosten.
Die Kosten werden zum Großteil von der Veranstaltung getragen und sollen durch Eintrittspreise refinanziert werden. Nach der IGA soll dieses Gebiet kostenlos zugänglich sein und durch die Stadt Dortmund finanziert werden. Es ist aber nicht mit größeren Folgekosten zu rechnen.

### Duisburg: Global Garden
Thema: Urban
Frage: „Wie leben wir zusammen?“

#### Gelände
Entwickelt werden soll das Gelände im Stadtteil Hochemmerich auf der Freifläche am Rhein, am östlichen Ende von Friemersheim auf der Freifläche am Rhein, in Hochfeld am Rheinpark, dem Stahldrahtwerk und etwas stadteinwärts auf den Grünflächen und in Wanheimerort an einer kleinen Landzunge am Rhein. Es geht um ca. 15 Hektar.

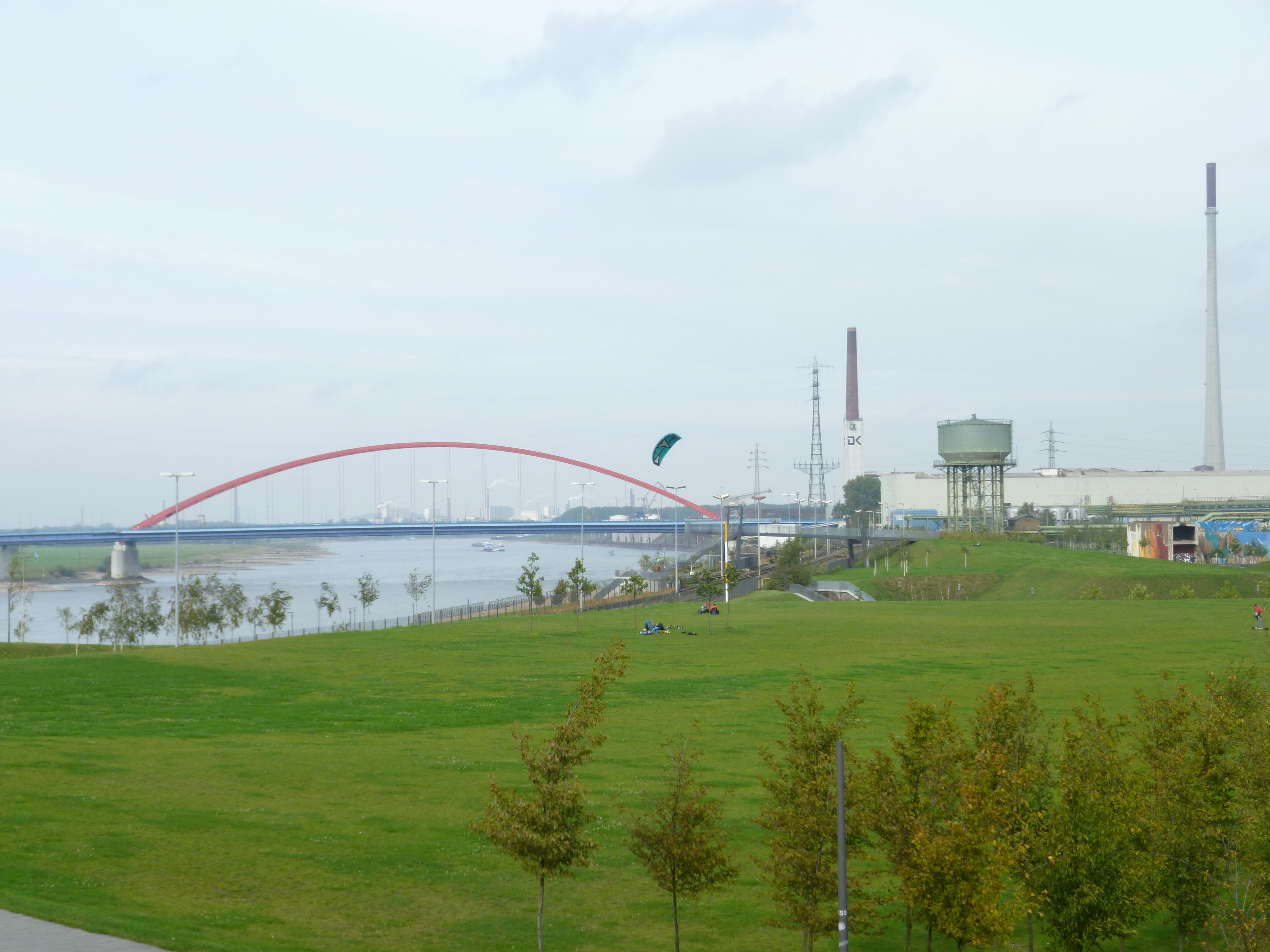
Rheinpark Duisburg

#### Grundidee
Das Projekt will vor allem Weltoffenheit zeigen und ein Ort des Ankommens für Menschen aller Kulturen werden. Man will dafür Flächen am Rhein, die über ein Jahrhundert lang vor allem industriell genutzt wurden wieder als Freiraum entwickeln.

#### Geländeentwicklung
Das Gelände des Stahldrahtwerks soll mit Wohnbebauung aufgewertet werden und als Knotenpunkt zwischen dem Stadtteil Hochfeld und den Grünanlagen dienen. Hochfeld bekommt dazu ein „grünes Band“, also ein zusammenhängendes Gelände aus Grünanlagen, welches den Zugang zum Park attraktiver gestalten soll. Im Bereich des Kultushafens soll es einen neuen Zugang zum Rhein geben. Dazu soll es einen temporären Pavillon geben, in dem es diverse Veranstaltungen und Ausstellungen zu sehen geben wird.

#### Finanzierung
Die Kosten werden mit netto 19,0 Millionen € veranschlagt, also brutto 22,6 Millionen €. Der Eintritt während der IGA wird kostenpflichtig sein. Ob das Gelände danach kostenfrei zugänglich wird, steht noch nicht fest.

### Gelsenkirchen: Nordsternpark+
Thema: Post-Industriell
Frage: „Wie sehen Energie und Mobilität in der Stadt der Zukunft aus?“
Motto: „Wie wollen wir morgen leben? Ökologisch, klimaschonend, am Wasser, vernetzt.“

#### Gelände
Entwickelt werden sollen der Nordsternpark und das Umland. Es geht um ca. 40 Hektar.

#### Geländeentwicklung
Es geht hier vor allem darum, die landschaftliche Entwicklung mit Flächen hoher Biodiversität, der Gestaltung der Fläche an der Emscher und der Verbindung mit anderen Gärten und Gebieten im Rahmen der IGA zu gestalten und die Leistungsschau des Gartenbaus zu veranstalten. Bauliche Projekte sind die Inszenierung der Kohlenmischanlage samt einer neuen Bandbrücke mit Glasaufbau und eines Gewächshauses und an anderer Stelle einen Turm zur „Luft- und Wasserwäsche“.

#### Finanzierung
Die Kosten werden mit 9,1 Millionen € netto und 10,8 Millionen € brutto veranschlagt. Nennenswert sind hier die Inszenierung der Kohlenmischanlage mit 3,0 Millionen € netto und der Erschließung des Umfeldes mit 2,5 Millionen € netto. Der Park finanziert sich während des IGA-Jahres durch einen Eintrittspreis. Danach wird der Park kostenfrei und durch die Stadt Gelsenkirchen getragen.

## Zukunftsgärten mit Sonderausstellung

### Kreis Recklinghausen: Emscherland

#### Gelände
Einbezogen werden sollen die Halde Hoheward in Herten, das Gelände westlich am Stadthafen Recklinghausen auf beiden Seiten des Rhein-Herne-Kanals und von hier aus in nordöstlicher Richtung die Grünachse an der Emscher bis zum Knotenpunkt mit dem Rhein-Herne-Kanal, dem Wasserkreuz. Dazu 3 Wege von der Halde Hoheward zum Kanal.

#### Geländeentwicklung
Am Wasserkreuz soll ein 32 Hektar großer „Natur- und Erlebnispark“ entstehen. Er soll aus Bauern- und Färbergärten und Streuobstwiesen bestehen und eventuell alternativ mit Pferden beweidet werden. Des Weiteren soll ein „Klassenzimmer“ zum Thema Wasser, samt Wasserspielplatz errichtet werden.
Westlich des Stadthafens, an den Emscher-Terrassen, solle das Gelände zum Liegen und Sonnen einladen und verschiedene Themen im Gebiet des Pflanzens behandeln.

#### Finanzierung
Das Projekt soll ca. 44,2 Millionen € kosten, ist aber schon zu 35,4 Millionen € anderweitig finanziert. Der Rest beträgt somit 7,4 Millionen € netto und damit 8,8 Millionen € brutto. Nennenswert ist hier der Natur- und Erlebnispark mit 6,7 Millionen € netto. Auf den Rest entfallen somit 700.000 € netto. Die Kosten sind ohne Nebenkosten wie z. B. der Planung und dem Grunderwerb berechnet worden.
Der Besuch ist kostenfrei und soll es bleiben. Es wird mit Folgekosten in Höhe von 40.000 € pro Jahr gerechnet, diese sollen durch die Emschergenossenschaft getragen werden.

### Kreis Unna: Freizeit- und Erholung an Lippe und Kanal
Thema: Agri-Urban
Frage: „Wie ernähren wir uns und wie werden wir wohnen?“

#### Gelände
Entwickelt werden sollen Großteile der Gebiete am Datteln-Hamm-Kanal zwischen dem Preußenhafen in Lünen im Westen und Marina Rünthe Nord im Osten. Zusätzliche Beachtung soll das Gelände zwischen Lippe und dem Kanal finden. Konkret geht es dabei um folgende Gelände:
- Beversee
- Halde Victoria 1
- Halde Victoria 2
- Haldenlandschaft „Großes Holz“
- Lippe
- Preußenhafen
- Quartier Münsterstraße (Gelände östlich des Hbf Lünen und nördlich der Lippe)
- Seepark Lünen
- Südliche Kanalseite von Bergkamen-Oberaden

#### Grundidee
Grundsätzlich will man das Gebiet touristisch attraktiver gestalten und eine Labor- und Gartenlandschaft errichten. Die „Labore“ sollen kleine Stellen sein, an denen Experimente durchgeführt werden können. Ein Themenschwerpunkt soll die Work-Life-Balance sein. In Bergkamen soll das Thema „hoch aktiv“ bedient werden, in Lünen „bewegt entspannt“.

#### Geländeentwicklung
Die Haldenlandschaft „Großes Holz“ und die Marina Rünthe sollen erweitert werden und dadurch touristisch attraktiver werden. Es soll mit der Wasserstadt Aden einen Bereich bilden. Geplant an diesen Punkten sind eine Seilbahn, eine Sommerrodelbahn und ein „Flying-Fox“, einer Seilrutsche.
In Lünen soll eine Landschaftsbrücke zwischen dem Seepark, dem Preußenhafen und der Halde Victoria 1&2 errichtet werden.
Die komplette Achse am Kanal und an der Lippe soll für E-Mobilität (z. B. Segways) ausgebaut werden.

#### Finanzierung
Veranschlagt werden 29,0 Millionen € netto und damit 34,5 Millionen € brutto. Beachtenswert ist die Errichtung der Wege und Promenaden im gesamten Gebiet mit 6,1 Millionen € netto, der Steg (die Brücke) zwischen dem Seepark und der Halde Victoria 1&2 mit netto 5,5 Millionen € und der Haldenlandschaft „Großes Holz“ mit ebenfalls 5,5 Millionen € netto. Mit jeweils gut 3 Millionen € netto schlagen die Brücken bei Marina Rünthe, die Gestaltung der Halde Victoria 1&2 und der Labore am Wegesrand zu Buche.
Der Eintritt ist kostenlos und wird es nach der IGA auch bleiben. Einnahmen sind nur aus der Seilbahn und dem „Flying Fox“ zu erwarten.

### Kreis Wesel: Emschermündung
Thema: Landschaftlich
Frage: „Wie kann Wasser Landschaft und Leben formen?“

#### Gelände
Es handelt sich bei diesem Projekt um das Gelände östlich des Rheins und südlich der Friedrichsstraße in Möllen. Südlich wird das Gelände durch Dinslakens Stadtteil Stapp begrenzt, im Osten durch eine Bahntrasse.

#### Grundidee
Dem Besucher sollen die Auswirkungen des Bergbaus auf Landschaft und Wasser vor Augen geführt werden.

#### Geländeentwicklung
Geplant ist die Positions- und Laufveränderung der Emschermündung bzw. der Emscher. Diese soll durch das komplette Gelände von Süd nach Nord verlaufen, die alte Mündung soll dabei trockengelegt und teilweise erhalten bleiben Angelegt werden soll ein Panoramasteg mit verschiedenen Höhen bzw. Tiefen. Reste des Emschergrabens und des Absturzbauwerkes sollen begehbar sein. Dazu sollen Schnittpunkte zwischen moderner und zukünftiger Mobilität errichtet werden.

#### Finanzierung
Die Kosten werden mit ca. 62 Millionen € veranschlagt, wovon 50 Millionen € schon im Rahmen des Emscherumbaus finanziert wurden. Von den restlichen netto 10 Millionen € entfallen unter anderem 3,3 Millionen € auf den Ausbau der Fuß- und Radwege, 2,9 Millionen € auf den Bau des Panoramastegs und 1,6 Millionen € auf Aquarellgärten.

## Unsere Gärten
Es wurden sowohl Konzepte eingereicht, bei denen der Park oder das Gelände extra für die IGA verändert oder gestaltet werden soll, als auch Projekte die nicht extra für die IGA gestaltet werden sollten, die allerdings sowieso in diversen Fördertöpfen (oder gar im Haushalt der Stadt) landen sollen und auch ohne die IGA umgesetzt werden würden, sobald die Finanzierung steht. Es sollen 30 bis 35 Projekte in der Kategorie „Unsere Gärten“ umgesetzt werden, die durch die IGA komplett oder zu großen Teilen finanziert werden müssen.

## Finanzierung
Im Rahmen der IGA 2027 sollen 200 Millionen Euro in die Infrastruktur investiert werden, für die Durchführung besteht ein Zuschussbedarf von 45 Millionen Euro. Aktuelle konventionelle Besucherprognosen gehen von etwa 2,6 Millionen Besuchern aus, laut Machbarkeitsstudie könnte die Internationale Gartenschau sogar bis zu fünf Millionen Besucher anlocken.